# Nusalala colombiensis
Nusalala colombiensis is een insect uit de familie van de bruine gaasvliegen (Hemerobiidae), die tot de orde netvleugeligen (Neuroptera) behoort. 
Nusalala colombiensis is voor het eerst wetenschappelijk beschreven door Banks in 1910.